# Nola nigromixtalis
Nola nigromixtalis är en fjärilsart som beskrevs av De Toulgoët 1961. Nola nigromixtalis ingår i släktet Nola och familjen trågspinnare. Inga underarter finns listade i Catalogue of Life.